# 1341
سنة 1341 هي سنة بسيطة تبدأ يوم الإثنين من تقويم يولياني

## أحداث
- 1 يناير_زلزال ضرب الصين،أوكرانيا بقوة 6.0 وبقوة 8 على مقياس ميركالي المعدل.[1]

## مواليد
- كمال الدين الدميري

## وفيات
- الناصر محمد بن قلاوون (فترة حكم أولى)
- الناصر محمد بن قلاوون (فترة حكم ثالثة)
- الناصر محمد بن قلاوون (فترة حكم ثانية)
- سيف الدين أبو بكر
- شهاب الدين أحمد